# Hospital Regional
Hospital Regional är en ort i Mexiko.   Den ligger i kommunen Tamazulápam del Espíritu Santo och delstaten Oaxaca, i den sydöstra delen av landet, 400 km sydost om huvudstaden Mexico City. Hospital Regional ligger 2 153 meter över havet och antalet invånare är 220.
Terrängen runt Hospital Regional är bergig åt nordost, men åt sydväst är den kuperad. Terrängen runt Hospital Regional sluttar västerut. Runt Hospital Regional är det ganska tätbefolkat, med 62 invånare per kvadratkilometer. Närmaste större samhälle är Tamazulápam del Espíritu Santo, 0,73 km nordost om Hospital Regional. I omgivningarna runt Hospital Regional växer i huvudsak blandskog.